# METTL9
METTL9 (methyltransferase like 9) はヒトにおいては16番目の染色体に位置する同じ名前のゲノムによってコードされるタンパク質。タンパク質ポリペプチド鎖の長さは318アミノ酸であり、分子量は36,536である。
哺乳類のプロテオームにおいてアミノ酸であるヒスチジンのメチル化を触媒するヒスチジンメチルトランスフェラーゼである。

## 局在
主にER、ミトコンドリアに局在する。

## 機能
タンパク質のメチル化は翻訳後修飾の一つである。METTL9はタンパク質ポリペプチド内ヒスチジン側鎖の非共有電子対を持つ窒素原子にメチル基が転移するメチル化反応を触媒する。
METTL9はヒスチジンと他のアミノ酸が交互に連なったANGST HXH モチーフを標的にする傾向がある。また、このようなシーケンスモチーフはタンパク質の金属結合部位であることが多く、実際にNDUFB3やSLC39A7、S100A9 (マウス) の金属結合モチーフ (HxH モチーフ) がMETTL9によってメチル化される。
in vitro研究において、マウスS100A9の金属結合を担うHis-107をメチル化したペプチドは亜鉛結合活性が減退する。NDUFB3はミトコンドリア複合体1の補助サブユニットであり、HXHモチーフのヒスチジンが亜鉛イオンを配位するが、METTL9KO細胞 (METTL9を欠損した細胞) では酸素消費量が減少する。亜鉛トランスポーターSLC39A7のメチル化は亜鉛の貯蔵、および放出に関わる可能性が示唆されている。

## 反応経路
ヒスチジンのメチル化様式には1MHと3MHがある。in vitro,in vivoにおいてMETTL9によるヒスチジンのメチル化では1MHの生成のみが確認されている という点で特徴的である。個々のMETTL9はS-アデノシルメチオニン(SAM) をメチル基のドナーとして利用する。

## 臨床的意義
一部の癌細胞においてMETTL9が有意に増加していることから、METTL9の高発現はがんの進行に関与する可能性がある。好中球においてMETTL9とS100A9の発現が非常に高いことから、細菌感染に対する自然免疫応答、炎症に関係している可能性がある。